# Alchemilla trunciloba
Alchemilla trunciloba är en rosväxtart som beskrevs av Robert Buser. Alchemilla trunciloba ingår i släktet daggkåpor, och familjen rosväxter. Utöver nominatformen finns också underarten A. t. vegeta.